# Encurralada
Trapped (br/pt Encurralada) é um filme teuto-americano de 2002 dos gêneros policial e suspense, dirigido por Luis Mandoki e estrelado por Charlize Theron, Courtney Love, Stuart Townsend, Kevin Bacon, Dakota Fanning, e Pruitt Taylor Vince. Foi lançado em 20 de setembro de 2002. O filme é baseado no livro best seller de Greg Iles.

## Sinopse
Joe Hickey (Kevin Bacon) é um homem que é, aparentemente, envolvido no negócio de seqüestro de crianças dos ricos para o resgate com sua esposa Cheryl (Courtney Love) e primo Marvin como seus cúmplices. Will Jennings (Stuart Townsend), o pai/marido em uma típica família feliz, é um médico pesquisador que acaba de ter sua grande chance na carreira por patentear uma nova droga anestésica. A mãe/esposa, Karen Jennings (Charlize Theron), é uma dona-de-casa que costumava ser uma enfermeira.
A filha do casal Abby (Dakota Fanning) é sequestrada por Hickey e Marvin. Enquanto isso, Cheryl mantém Will com uma arma e diz a ele sobre o sequestro de sua filha depois que ele fica fora de uma cerimônia na qual ele é homenageado por sua carreira. O filme segue então a tensa situação vivida pelo casal, separados pelos bandidos e mantidos no escuro enquanto esperam ao que o resultado de sua situação. Mais tarde é revelado que Cheryl e Joe sequestraram Abby como eles acreditam que Will matou sua filha Katie, que tinha tumor. Will diz que foi o cirurgião que a matou, como ele não foi capaz de parar o sangramento durante a operação. Cheryl diz que Hickey não vai acreditar se ela diz sobre isso. A situação é agravada pela asma de Abby.[carece de fontes?]

## Elenco
- Charlize Theron - Karen Jennings
- Courtney Love - Cheryl Hickey
- Stuart Townsend - Dr. Will Jennings
- Kevin Bacon - Joe Hickey
- Dakota Fanning - Abby Jennings
- Pruitt Taylor Vince - Marvin
- Colleen Camp - Joan Evans
- Steve Rankin - Hank Ferris
- Gary Chalk - Agent Chalmers
- Jodie Markell - Mary McDill
- Matt Koby - Peter McDill
- Gerry Becker - Dr. Stein
- Andrew Airlie - Holden
- Randi Lynne - Hotel Operator
- J.B. Bivens - Gray Davidson

## Produção
Encurralada teria o título original 24 Hours, tendo sido modificado para não confundir o público com a série de TV 24 Horas. Inicialmente, as locações de Encurralada seriam no sul dos Estados Unidos, mas devido a problemas ocorrido nos sets de filmagens elas foram transferidos para a cidade de Seattle. Encurralada é dedicado a Piotr Sobocinski, um dos diretores de fotografia do longa-metragem, que faleceu ainda durante a realização do filme.

## Recepção
No agregador de críticas dos Estados Unidos, o Rotten Tomatoes, na pontuação onde a equipe do site categoriza as opiniões da  grande mídia e da mídia independente apenas como positivas ou negativas, o filme tem um índice de aprovação de 17% calculado com base em 58 comentários dos críticos. Por comparação, com as mesmas opiniões sendo calculadas usando uma média aritmética ponderada, a nota alcançada é 4.20/10 que é seguida do consenso: "Com seu enredo sobre sequestro de crianças e perigo, Trapped é um suspense explorador, mais enjoativo do que cheio de suspense".
Em outro agregador de críticas também dos Estados Unidos, o Metacritic, que calcula as notas usando somente uma média aritmética ponderada de críticos que escrevem em maioria apenas para a grande mídia, o filme tem 15 avaliações da imprensa anexadas no site e uma pontuação de 42 entre 100, com a indicação de "revisões mistas ou neutras".